# Fressac
Fressac é uma comuna francesa na região administrativa de Occitânia, no departamento de Gard. Estende-se por uma área de 5,89 km². Em 2010 a comuna tinha 164 habitantes (densidade: 27,8 hab./km²).